# Centromachetes pocockii
Espèce
Synonymes
- Centromachus pocockii Kraepelin, 1894
- Bothriurus dispar Mello-Leitão, 1931

Centromachetes pocockii est une espèce de scorpions de la famille des Bothriuridae.

## Distribution
Cette espèce est endémique du Chili. Elle se rencontre dans les regions de Valparaíso, de Ñuble, du Biobío , d'Araucanie et des Fleuves.

## Étymologie
Cette espèce est nommée en l'honneur de Reginald Innes Pocock.

## Publication originale
- Kraepelin, 1894 : Revision der Scorpione. II. Scorpionidae und Bothriuridae. Beiheft zum Jahrbuch der Hamburgischen Wissenschaftlichen Anstalten, vol. 11, p. 1–248.